# Lautdenkmal reichsdeutscher Mundarten zur Zeit Adolf Hitlers
Das Lautdenkmal reichsdeutscher Mundarten zur Zeit Adolf Hitlers ist eine Sammlung von etwas mehr als 300 Schallplatten, die in den Jahren 1936 und 1937 im Rahmen einer sprachwissenschaftlichen Feldforschung im gesamten Gebiet des damaligen deutschen Reichs aufgenommen wurden. Sie dokumentieren eine Vielzahl Lokalsprachen aus allen Gebieten des Reichs, darunter Mundarten, die inzwischen ausgestorben sind, die meisten davon infolge des Zweiten Weltkrieges.

## Auftraggeber und Planung
Formeller Auftraggeber für die Arbeiten war der Reichsbund der deutschen Beamten in Brünnhausen in Bayern, verantwortlich der (Berliner) Hauptabteilungsleiter Julius Vogel. Die Planung und verschiedene begleitende Arbeiten wurden vom Deutschen Sprachatlas in Marburg geleistet. Von dort kam auch die wissenschaftliche Bearbeitung und die Festlegung der Aufnahmeorte. Sie erfolgte in Zusammenarbeit mit den Marburger Professoren Bernhard Martin und Walther Mitzka.

## Verfahren und Technik und Verbleib der Aufnahmen
Mit der technischen Durchführung der Aufnahmen war die Abteilung Spezialaufnahmen der Firma Telefunkenplatte G.m.b.H. in Berlin, als Nachfolgerin der Firma Ultraphon, beauftragt worden. Sie schickte ihren „großen Aufnahmewagen“ etwa acht Monate lang über Land an die einzelnen Aufnahmeorte, um dort ohne die zu der Zeit übliche Ateliertechnik Außenaufnahmen durchzuführen, die gelegentlich mit technischen Unzulänglichkeiten an entlegenen Orten zu kämpfen hatten.
Man wollte die Sprecher möglichst unbeeinflusst in ihrer normalen Umgebung lassen, um möglichst unverfälschte Sprachproben zu bekommen. Sie wurden mit der seinerzeit modernsten Technik festgehalten. Die Verantwortlichen behaupten in den begleitenden Materialien und Veröffentlichungen, den Sprechern keine inhaltlichen oder Textvorgaben gemacht zu haben.
Von diesen Aufnahmen wurden Wachsmatrizen geschnitten, davon wurden Kupfermatrizen erstellt, die als Presswerkzeuge bei der durchführenden Firma verblieben. Bei deren heutigem Nachfolger, der TELDEC, ist allerdings über deren Verbleib nichts mehr bekannt, während man sicher weiß, dass die begleitenden Unterlagen und Akten durch Kriegseinwirkung vernichtet wurden. Belegt ist allerdings noch über eine Zeitungsmeldung, dass zehn Plattensätze gepresst worden waren, von denen drei nach Marburg an den „Sprachatlas“ gegangen sind, von denen zwei noch existieren. Der Verbleib der übrigen ist ungeklärt.

## Politische Anbiederung
Am 29. April 1937, Adolf Hitlers 48. Geburtstag, wurde dem „Führer und Reichskanzler“ in dessen Amtssitz eine spezielle Ausgabe des Werks mit einem Abspielgerät in einem speziell dafür kunstvoll gestalteten Holzschrank in Anwesenheit von Vertretern des Reichsbundes übergeben. Es ist allerdings wahrscheinlich, dass Hitler damit nichts anfangen konnte. Es gibt keinen Nachweis, dass er je eine Schallplatte anhörte. Die Kieler Neueste Nachrichten berichten jedoch in ihrer Ausgabe vom 1. Juli 1937, dass Hitler sich einige Platten des Lautdenkmals angehört habe. Anschließend „sprach [er, Hitler] mit herzlichen Dankesworten seine Anerkennung über den Wert dieser Arbeit aus“. Einer der Projektmitarbeiter, Reichsbeamtenführer Hermann Neef, hatte eine Aufzeichnung einer speziellen Hitler-Lobhudelei beigesteuert und soll auch Sprecher zu entsprechenden Äußerungen angeregt haben.

## Ergänzung 1938
Nach dem Anschluss des Sudetenlandes und Österreichs an das Deutsche Reich im Jahre 1938 wurden 100 zusätzliche Tonaufnahmen in diesen Gebieten gemacht, die die über 300 bereits vorhandenen ergänzen sollten.

## Sprecher und Inhalte
Die Sprecher sind mit einer (sicheren, siehe oben) Ausnahme wohl nur ganz normale Leute, meist Dorfbewohner. Zwar sind sie von der nationalsozialistischen politischen Propaganda beeinflusst, dem Zeitgeist ausgesetzt, aber ansonsten unambitioniert. Sie haben auch keinen wissenschaftlichen Hintergrund oder Bezug zu den sprachwissenschaftlichen Fragestellungen und Interessen der Macher des Lautdenkmals reichsdeutscher Mundarten. Sie sprechen meist über die unmittelbare Lebensumgebung oder über Ereignisse der Zeit, in der sie sich befinden.
Beispiele sind Dorffeste, Landwirtschaft, Bienenhaltung und Imkerei, Hausschlachten, Segelfliegen, Stricken, Arbeitsdienst, Töpferei, Kartenspiel, Reichsparteitag, Walpurgisnacht, Bergmannsleben, Osterwasser, Sturmflut, Regenwetter, Essen, Gemsenjagd, Geigenbau, Erntedankfest, Kriegserlebnisse, dörfliche Gemeinschaftsarbeit, Hotelgewerbe, Bürgermeisterei, Arbeitslosigkeit, Getreideanbau, alte Sagen, Weinbau, Maibaum, Trachten, Böttcherhandwerk und so weiter. Die einzelnen Tonaufzeichnungen sind in der Regel zwischen drei und vier Minuten lang.

## Bearbeitungen und Digitalisierungen
Der Marburger Sprachforscher Wolfgang Näser hat seit ungefähr dem Jahr 1995 einige Dutzend der Tonaufzeichnungen aus dem „Lautdenkmal“ analog und digital bearbeitet und gekürzt und die Ergebnisse auf unterschiedlichen Medien und im Internet veröffentlicht.